# سيدي بوعبيدة
مدينة صغيرة تقع غرب الجزائر العاصمة بحوالي 170 كلم. تابعة إداريا لدائرة العطاف بولاية عين الدفلى.